# Pillow (Pennsylvania)
Pillow ist ein Borough im Dauphin County in Pennsylvania, Vereinigte Staaten. Das U.S. Census Bureau hat bei der Volkszählung 2020 eine Einwohnerzahl von 292 ermittelt. Der Ort gehört zur Harrisburg Metropolitan Area.

## Geographie
Pillow ist die nördlichste Stadt im Dauphin County und das einzige Gebiet im County nördlich des Mahantango Mountain. Pillows geographische Koordinaten lauten 40° 38′ N, 76° 48′ W (40,640430, -76,803464). Der Ort liegt in einer Flussschlinge des Mahantango Creek, einem nach Westen fließenden Zufluss des Susquehanna River. Seine natürlichen Stadtgrenzen sind im Westen, Norden und Osten der Fluss und im Süden der Mahantango Mountain.
Die administrativen Nachbarn Pillos sind im Norden und Osten die Jordan Township, im Südosten die Lykens Township, im Süden die Mifflin Township und im Westen die Lower Mahanoy Township. Jordan und Lower Mahanoy Township gehören zum benachbarten Northumberland County.
Pennsylvania Route 225 verläuft durch das Zentrum des Ortes. Sie führt nach Nordosten ins 37 km entfernte Shamokin und südwärts in die 11 km entfernte Stadt Elizabethville.
Nach den Angaben des United States Census Bureaus hat der Borough einer Gesamtfläche von 1,28 km², nur Landfläche.

## Geschichte
Pillow wurde 1818 von John Snyder, einem Landentwickler aus dem Mercer County, als „Snydertown“ (Schneiderstettle) gegründet. Inkorporiert wurde der Borough am 20. April 1864 als „Uniontown“. Als die Stadt 1847 ihr erstes Postamt bekam, gab es unter dem Namen bereits ein Postamt in Pennsylvania. Ein Beamter der Postverwaltung ersetzte den Namen „Uniontown“ durch „Pillow“, nach General Gideon Pillow, der zu jener Zeit wegen seiner Siege im Mexikanisch-Amerikanischen Krieg populär war. Während der folgenden 100 Jahre setzte sich der neue Name langsam durch, und am 2. November 1965 stimmten die Bewohner des Ortes dafür, den Namen ihrer Stadt offiziell in „Pillow“.
Ende der 19. und zu Beginn des 20. Jahrhunderts gab es in Pillow mehrere Industriebetriebe, darunter eine Baumwollweberei, eine Ziegelei und eine Fabrik für Kartoffelchips.

## Demographie
Zum Zeitpunkt des United States Census 2000 bewohnten Pillow 304 Personen. Die Bevölkerungsdichte betrug 244,5 Personen pro km². Es gab 139 Wohneinheiten, durchschnittlich 111,8 pro km². Die Bevölkerung Pillows bestand zu 99,67 % aus Weißen, 0 % Schwarzen oder African American, 0 % Native American, 0 % Asian, 0 % Pacific Islander, 0 % gaben an, anderen Rassen anzugehören und 0,33 % nannten zwei oder mehr Rassen. 0 % der Bevölkerung erklärten, Hispanos oder Latinos jeglicher Rasse zu sein.
Die Bewohner Pillows verteilten sich auf 131 Haushalte, von denen in 26,0 % Kinder unter 18 Jahren lebten. 64,1 % der Haushalte stellten Verheiratete, 2,3 % hatten einen weiblichen Haushaltsvorstand ohne Ehemann und 29,0 % bildeten keine Familien. 25,2 % der Haushalte bestanden aus Einzelpersonen und in 10,7 % aller Haushalte lebte jemand im Alter von 65 Jahren oder mehr alleine. Die durchschnittliche Haushaltsgröße betrug 2,32 und die durchschnittliche Familiengröße 2,75 Personen.
Die Bevölkerung verteilte sich auf 21,1 % Minderjährige, 6,9 % 18–24-Jährige, 29,3 % 25–44-Jährige, 25,7 % 45–64-Jährige und 17,1 % im Alter von 65 Jahren oder mehr. Der Median des Alters betrug 40 Jahre. Auf jeweils 100 Frauen entfielen 109,7 Männer. Bei den über 18-Jährigen entfielen auf 100 Frauen 101,7 Männer.
Das mittlere Haushaltseinkommen in Pillow betrug 39.464 US-Dollar und das mittlere Familieneinkommen erreichte die Höhe von 41.000 US-Dollar. Das Durchschnittseinkommen der Männer betrug 32.500 US-Dollar, gegenüber 23.250 US-Dollar bei den Frauen. Das Pro-Kopf-Einkommen belief sich auf 17.182 US-Dollar. 10,2 % der Bevölkerung und 7,8 % der Familien hatten ein Einkommen unterhalb der Armutsgrenze, davon waren 5,4 % der Minderjährigen und 20,4 % der Altersgruppe 65 Jahre und mehr betroffen.

## Bildung

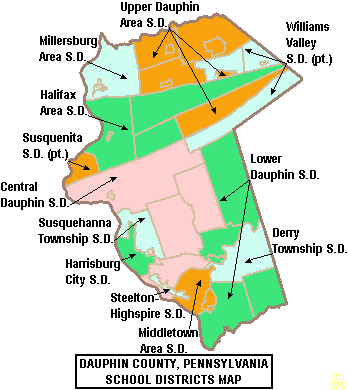
Map of Dauphin County, Pennsylvania School Districts

Die schulpflichtigen Bewohner von Pillow können die örtlichen öffentlichen Schulen, die vom Upper Dauphin School District betrieben werden und alle Altersstufen vom Kindergarten bis zur 12. Klasse abdecken. Schüler aus Pillow können auch die Infinity Charter School in Harrisburg oder eine der 13 öffentlichen Cyberschulen des Bundesstaates besuchen, ohne dass den Eltern dafür Kosten entstehen, weil der Schuldistrikt die Schulgebühren für im Schulbezirk wohnende Schüler übernehmen muss. Studenten aus Pillow können das Harrisburg Area Community College besuchen. Es wird von den Bewohnern Pillows durch eine jährliche Pauschale finanziert die der Upper Dauphin School District lestet.

## Belege
1. ↑  Explore Census Data Total Population in Pillow borough, Pennsylvania. Abgerufen am 28. März 2023.
2. ↑  Geographic Identifiers: 2010 Demographic Profile Data (G001): Pillow borough, Pennsylvania. U.S. Census Bureau, American Factfinder, archiviert vom Original (nicht mehr online verfügbar) am 13. Februar 2020; abgerufen am 16. Dezember 2015 (englisch).  Info: Der Archivlink wurde automatisch eingesetzt und noch nicht geprüft. Bitte prüfe Original- und Archivlink gemäß Anleitung und entferne dann diesen Hinweis.
3. ↑  Notes and Queries, Historical, Biographical and Genealogical, Relating Chiefly to Interior Pennsylvania. Harrisburg Publishing Company, 1895, S. 21 (google.com).
4. ↑  Annual Estimates of the Resident Population for Incorporated Places: April 1, 2010 to July 1, 2015. Abgerufen am 9. Oktober 2016 (englisch).
5. ↑  Pennsylvania Department of Education: Charter school funding. 2016, abgerufen am 9. Oktober 2016 (englisch).
6. ↑  Cate McKissick: Harrisburg school district OKs smaller HACC contribution amount for next year. 15. April 2013, abgerufen am 9. Oktober 2016 (englisch).